# Telephanus dubitalis
Telephanus dubitalis es una especie de coleópteros de la familia Silvanidae.

## Distribución geográfica
Habita en Venezuela.